# Oxydoras niger
Oxydoras niger är en fiskart som först beskrevs av Achille Valenciennes 1821.  Oxydoras niger ingår i släktet Oxydoras och familjen Doradidae. Inga underarter finns listade i Catalogue of Life.